# Eunice fijiensis
Eunice fijiensis är en ringmaskart som beskrevs av Baird 1869. Eunice fijiensis ingår i släktet Eunice och familjen Eunicidae. Inga underarter finns listade i Catalogue of Life.